# Gare d'Archennes
La gare d'Archennes est une gare ferroviaire belge de la ligne 139, de Louvain à Ottignies situé en Wallonie à Archennes, section de la commune belge de Grez-Doiceau dans la Province du Brabant wallon.

## Histoire
La date d'ouverture de la gare d'Archennes n'est pas connue : elle est mentionnée à partir de 1863 mais ne l'est plus en 1890. Il y avait peut-être confusion avec la gare de Florival, dont la date d'ouverture est également méconnue.

## Service des voyageurs

### Accueil
Halte SNCB, c'est un point d'arrêt non gardé (PANG) à entrée libre. La traversée des voies s'effectue via le passage à niveau routier.

### Desserte
Archennes est desservie par les trains Suburbains (S20) Ottignies – Louvain toutes les demi-heures en semaine, et toutes les heures le week-end.

## Comptage voyageurs
Le graphique et le tableau montrent le nombre de passagers qui en moyenne embarquent durant la semaine, le samedi et le dimanche.
| Nombre de voyageurs qui embarquent à la gare d'Archennes | Nombre de voyageurs qui embarquent à la gare d'Archennes | Nombre de voyageurs qui embarquent à la gare d'Archennes | Nombre de voyageurs qui embarquent à la gare d'Archennes |
|                                                          | Semaine                                                  | Samedi                                                   | Dimanche                                                 |
| -------------------------------------------------------- | -------------------------------------------------------- | -------------------------------------------------------- | -------------------------------------------------------- |
| 1977                                                     | 89                                                       | 21                                                       | 15                                                       |
| 1978                                                     | 92                                                       | 24                                                       | 14                                                       |
| 1979                                                     | 98                                                       | 20                                                       | 23                                                       |
| 1980                                                     | 92                                                       | 26                                                       | 19                                                       |
| 1981                                                     | 83                                                       | 29                                                       | 15                                                       |
| 1982                                                     | 91                                                       | 22                                                       | 22                                                       |
| 1983                                                     | 77                                                       | 14                                                       | 15                                                       |
| 1984                                                     | 69                                                       | 22                                                       | 15                                                       |
| 1985                                                     | 79                                                       | 23                                                       | 25                                                       |
| 1986                                                     | 73                                                       | 28                                                       | 27                                                       |
| 1987                                                     | 92                                                       | 29                                                       | 37                                                       |
| 1988                                                     | 87                                                       | 28                                                       | 30                                                       |
| 1989                                                     | 101                                                      | 48                                                       | 57                                                       |
| 1990                                                     | 74                                                       | 33                                                       | 21                                                       |
| 1991                                                     | 83                                                       | 24                                                       | 36                                                       |
| 1992                                                     | 87                                                       | 31                                                       | 32                                                       |
| 1993                                                     | 85                                                       | 52                                                       | 19                                                       |
| 1994                                                     | 81                                                       | 41                                                       | 18                                                       |
| 1995                                                     | 85                                                       | 35                                                       | 22                                                       |
| 1996                                                     | 93                                                       | 51                                                       | 19                                                       |
| 1997                                                     | 78                                                       | 78                                                       | 29                                                       |
| 1998                                                     | 90                                                       | 74                                                       | 8                                                        |
| 1999                                                     | 74                                                       | 38                                                       | 20                                                       |
| 2000                                                     | 63                                                       | 36                                                       | 15                                                       |
| 2001                                                     | 62                                                       | 18                                                       | 18                                                       |
| 2002                                                     | 67                                                       | 24                                                       | 12                                                       |
| 2003                                                     | 86                                                       | 28                                                       | 10                                                       |
| 2004                                                     | 96                                                       | 36                                                       | 10                                                       |
| 2005                                                     | 114                                                      | 60                                                       | 39                                                       |
| 2006                                                     | 131                                                      | 50                                                       | 48                                                       |
| 2007                                                     | 105                                                      | 36                                                       | 24                                                       |
| 2008                                                     | -                                                        | -                                                        | -                                                        |
| 2009                                                     | 125                                                      | 49                                                       | 40                                                       |
| 2010                                                     | -                                                        | -                                                        | -                                                        |
| 2011                                                     | -                                                        | -                                                        | -                                                        |
| 2012                                                     | 134                                                      | 38                                                       | 31                                                       |
| 2013                                                     | 112                                                      | 40                                                       | 41                                                       |
| 2014                                                     | 119                                                      | 37                                                       | 38                                                       |
| 2015                                                     | 113                                                      | 39                                                       | 36                                                       |
| 2016                                                     | 111                                                      | 34                                                       | 30                                                       |
| 2017                                                     | 135                                                      | 41                                                       | 36                                                       |
| 2018                                                     | 116                                                      | 28                                                       | 23                                                       |
| 2019                                                     | 148                                                      | 10                                                       | 11                                                       |
| 2020                                                     | 102                                                      | 33                                                       | 30                                                       |
| 2021                                                     | -                                                        | -                                                        | -                                                        |
| 2022                                                     | 215                                                      | 63                                                       | 82                                                       |
| 2023                                                     | 157                                                      | 62                                                       | 53                                                       |
| 2024                                                     | 148                                                      | 70                                                       | 45                                                       |

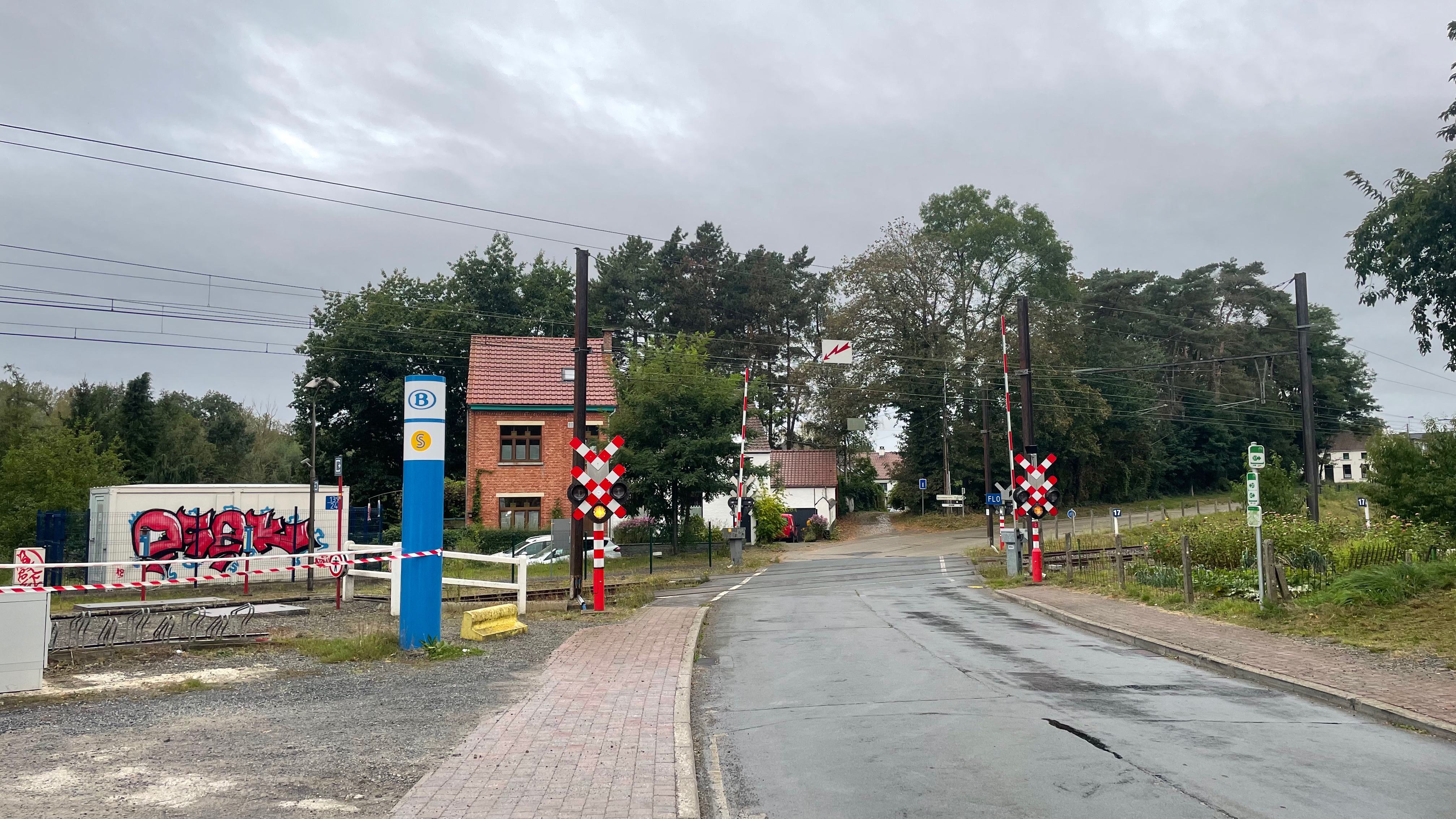
Passage à niveau.
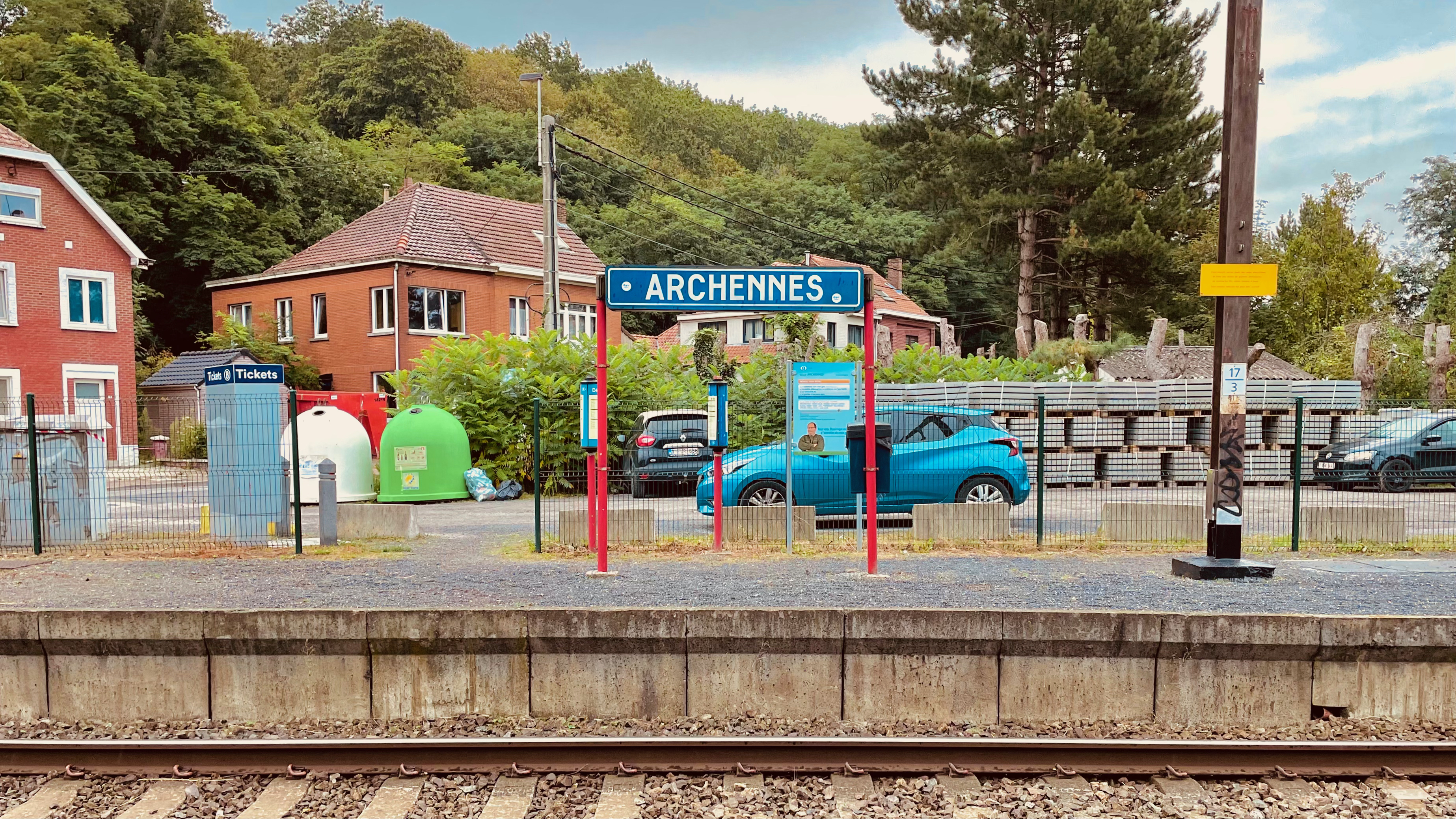
Panneau et horaires.
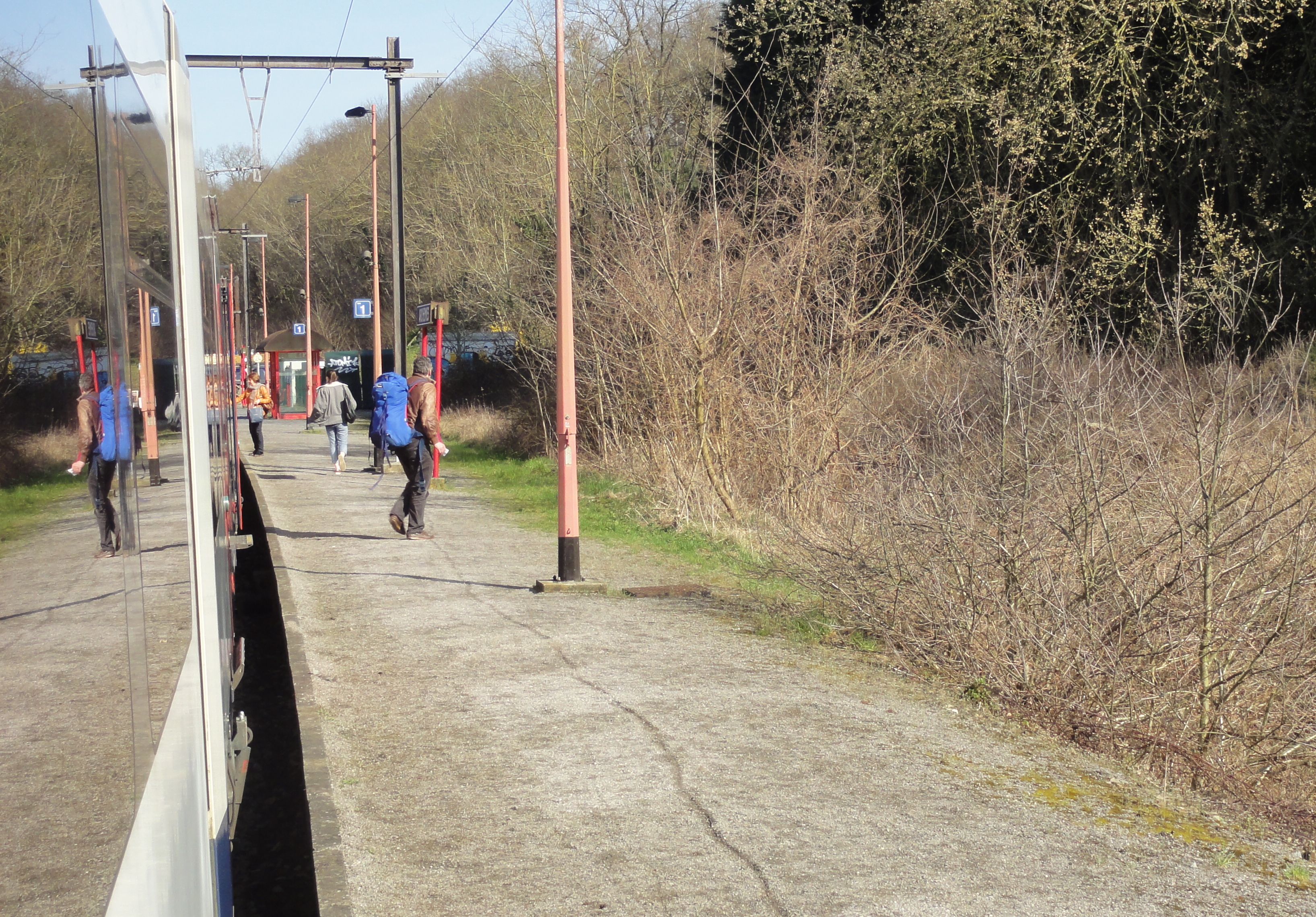
Vue depuis le train.